# Rugby à XV au Kenya

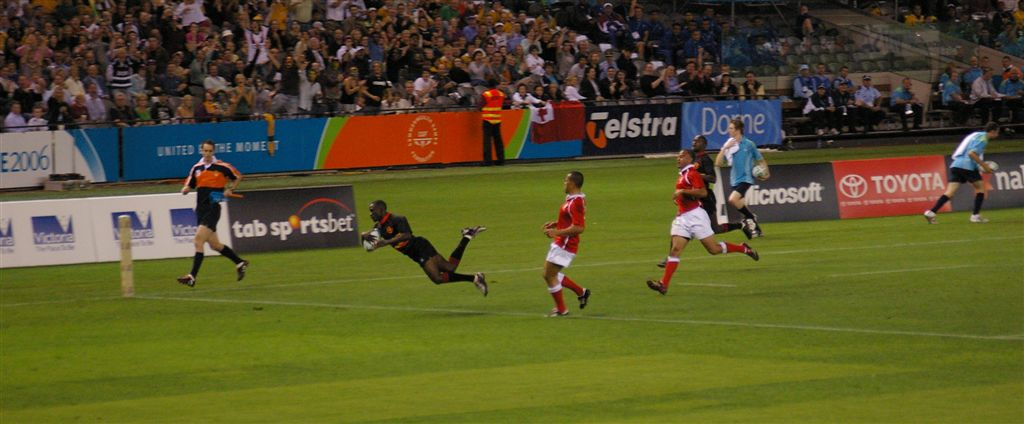
un essai du Kenya en rugby à sept

Le rugby à XV est un sport mineur au Kenya. Cependant le Kenya est performant en rugby à sept et le rugby à XV se développe. Il y a été introduit au début des années 1920 par des Britanniques. 
Le Kenya compte environ 30 000 joueurs licenciés.
L'équipe du Kenya de rugby à sept a participé à la Coupe du monde de rugby à sept 2009. Elle a même atteint les quarts de finale, battu l'équipe des Fidji de rugby à sept pour être éliminée en demi-finales.
Aujourd'hui, l'équipe du Kenya est considérée comme l'une des meilleures sélections africaines. Au 19 septembre 2009, elle est quarante-deuxième au classement des équipes nationales de rugby.

## Institution dirigeante
La Fédération kényane de rugby à XV (Kenya Rugby Football Union) a la charge d'organiser et de développer le rugby à XV au Kenya. Elle regroupe les fédérations provinciales, les clubs, les associations, les sportifs, les entraîneurs, les arbitres, pour contribuer à la pratique et au développement du rugby dans tout le territoire kényan. 
La fédération est membre de l'International Rugby Board. La KRFU gère l'Équipe du Kenya de rugby à XV.